# North Carolina Tar Heels (basquetebol masculino)
North Carolina Tar Heels é a equipe masculina de basquete intercolegial, da Universidade da Carolina do Norte. Os Tar Heels venceram seis campeonatos da NCAA. Venceram também 17 vezes o título da Conferência da Costa Atlântica e 29 vezes a temporada regular da Conferência da Costa do Atlântico. Os Tar Heels produziram vários jogadores excepcionais, que passaram a jogar profissionalmente na NBA, incluindo Michael Jordan, James Worthy e Vince Carter.

## Camisas aposentadas

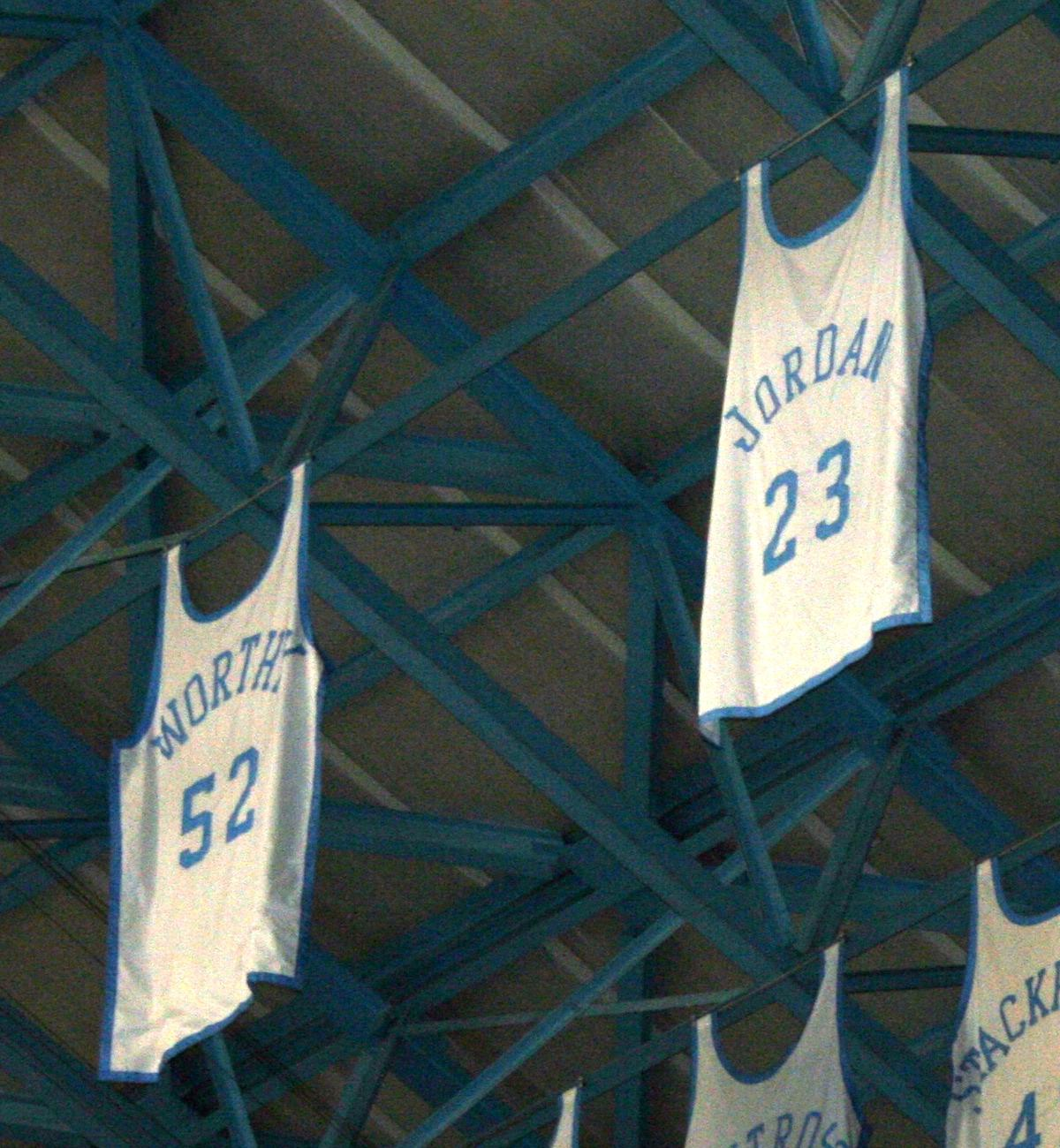
Camisas de Michael Jordan e James Worthy aposentadas

Oito jogadores (incluindo Jack Cobb, cuja camisa não tinha número) tiveram seus números aposentados. O número 50 de Tyler Hansbrough foi o oitavo a ser aposentado, depois de vencer todos os seis grandes prêmios de melhor jogador, na temporada 2007-08.
| Números aposentados de North Carolina Tar Heels |                   |         |         |
| No.                                             | Jogador           | Posição | Período |
| 10                                              | Lennie Rosenbluth | SF      | 1954-57 |
| 12                                              | Phil Ford         | PG      | 1974-78 |
| 20                                              | George Glamack    | PF      | 1938-41 |
| 23                                              | Michael Jordan    | SG      | 1981-84 |
| 33                                              | Antawn Jamison    | PF      | 1995-98 |
| 50                                              | Tyler Hansbrough  | PF, C   | 2005-09 |
| 52                                              | James Worthy      | SF      | 1979-82 |
| -                                               | Jack Cobb         |         | 1923-26 |

## Tar Heels incluídos no Hall da Fama do Basquete
- Até o momento nove Tar Heels foram introduzidos no Hall da Fama

| Ano  | Premiados         | Introduzido como |
| ---- | ----------------- | ---------------- |
| 1970 | Bernard Carnevale | Treinador        |
| 1977 | Frank McGuire     | Treinador        |
| 1983 | Dean Smith        | Treinador        |
| 1986 | Billy Cunningham  | Jogador          |
| 2000 | Robert McAdoo     | Jogador          |
| 2002 | Larry Brown       | Treinador        |
| 2003 | James Worthy      | Jogador          |
| 2007 | Roy Williams      | Treinador        |
| 2009 | Michael Jordan    | Jogador          |

## Tar Heels nos Jogos Olímpicos
| Ano  | Tar Heel       | Convocado como     | País de origem |
| ---- | -------------- | ------------------ | -------------- |
| 1964 | Larry Brown    | Jogador            | Estados Unidos |
| 1968 | Charles Scott  | Jogador            | Estados Unidos |
| 1972 | Bobby Jones    | Jogador            | Estados Unidos |
| 1976 | Walter Davis   | Jogador            | Estados Unidos |
| 1976 | Phil Ford      | Jogador            | Estados Unidos |
| 1976 | Bill Guthridge | Técnico assistente | Estados Unidos |
| 1976 | Mitch Kupchak  | Jogador            | Estados Unidos |
| 1976 | Tommy LaGarde  | Jogador            | Estados Unidos |
| 1976 | Dean Smith     | Técnico            | Estados Unidos |
| 1980 | Al Wood        | Jogador            | Estados Unidos |
| 1984 | Michael Jordan | Jogador            | Estados Unidos |
| 1984 | Sam Perkins    | Jogador            | Estados Unidos |
| 1988 | Junior Reid    | Jogador            | Estados Unidos |
| 1992 | Michael Jordan | Jogador            | Estados Unidos |
| 1992 | Henrik Rödl    | Jogador            | Alemanha       |
| 2000 | Vince Carter   | Jogador            | Estados Unidos |
| 2000 | Larry Brown    | Técnico assistente | Estados Unidos |
| 2004 | Larry Brown    | Técnico            | Estados Unidos |
| 2004 | Roy Williams   | Técnico assistente | Estados Unidos |

## Títulos
- Campeonato de Basquetebol da NCAA: 6 títulos (1957 , 1982, 1993 , 2005, 2009 e 2017)